# 特雷梅勒克
特雷梅勒克（法語：Tréméreuc，法語發音：[tʁemeʁøk]）是法国阿摩尔滨海省的一个市镇，位于该省东北部，属于迪南区。

## 地理
特雷梅勒克（48°33'30"N, 2°3'56"W）面积4.15 平方千米，位于法国布列塔尼大區阿摩尔滨海省，该省份为法国西北部沿海省份，位于布列塔尼半岛北部，北濒大西洋英吉利海峡，西接菲尼斯泰尔省，南至莫尔比昂省，东临伊勒-维莱讷省。
与特雷梅勒克接壤的市镇（或旧市镇、城区）包括：普莱兰-特里加武、普勒尔蒂、滨海博赛。

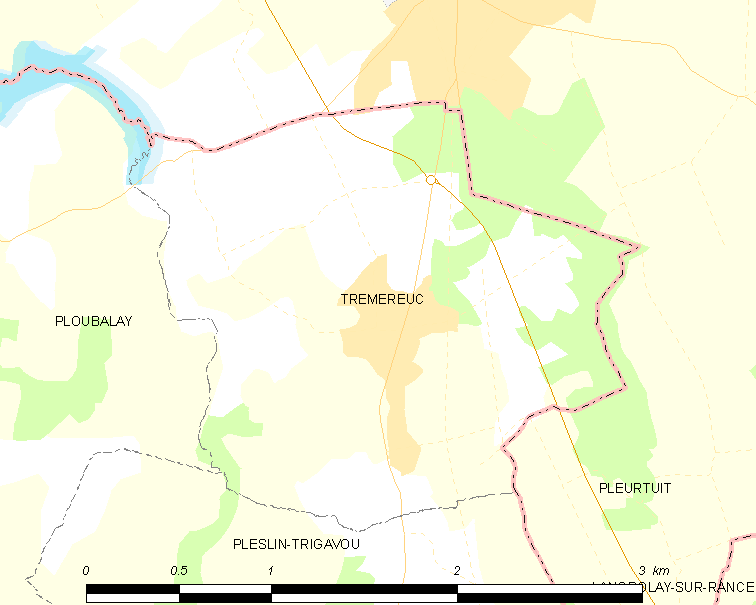
特雷梅勒克的OSM定位图

特雷梅勒克的时区为UTC+01:00、UTC+02:00（夏令时）。

## 行政
特雷梅勒克的邮政编码为22490，INSEE市镇编码为22368。

## 政治
特雷梅勒克所属的省级选区为普莱兰-特里加武县。

## 人口

1962-2008年间特雷梅勒克人口变化图示

特雷梅勒克于2022年1月1日时的人口数量为728人。